# FIFA
 For alternative betydninger, se FIFA (flertydig). (Se også artikler, som begynder med FIFA)
| AFC              | OFC      | UEFA     |
| CAF              | CONCACAF | CONMEBOL |
| Ikke FIFA medlem |          |          |

Fédération Internationale de Football Association, forkortet FIFA, er fodboldforbundenes verdensorganisation. FIFA blev stiftet i 1904 og hovedkvarteret ligger i Zürich, Schweiz. Den nuværende præsident hedder Gianni Infantino.
I Danmark er Dansk Boldspil-Union medlem af FIFA.
I anledning af FIFAs 100-års-jubilæum fremstilledes FIFA 100, en liste over de 100 bedste fodboldspillere gennem tiden.

## Historie
FIFA blev stiftet i Paris 1904. De første medlemmer var Belgien, Danmark, Frankrig, Holland, Portugal, Spanien, Sverige, Schweiz og Tyskland. Tyskerne deltog dog ikke i mødet men sendte deres optagelse via telegram.

## Ekstern henvisning
- Wikimedia Commons har flere filer relateret til FIFA
- FIFA's officielle hjemmesideArkiveret 25. januar 2013 hos  Wayback Machine

| Fodbold | Spire Denne artikel om en fodboldorganisation er en spire som bør udbygges. Du er velkommen til at hjælpe Wikipedia ved at udvide den. |

47°22′52.9″N 8°34′28.2″Ø / 47.381361°N 8.574500°Ø